# Igor Krenz
Igor Krenz (ur. 1959 w Katowicach) – polski artysta sztuk wizualnych, autor filmów i fotografii. Członek artystycznej Grupy Azorro.

## Wykształcenie
W latach 1981–1986 studiował na Akademii Sztuk Pięknych w Warszawie, gdzie w latach 1986–1990 był asystentem.

## Twórczość
Od 1990 zajmuje się video i fotografią. W 1999 założył Zespół Filmowy KINO – grupę zajmującą się eksperymentalną sztuką video i nowych mediów. Występował z parodystyczną formacją Łyżka Czyli Chilli. Jest autorem ponad 60 filmów (stan na 2003 r.!).
Od 1999 realizował filmy video i prace fotograficzne razem z Wojciechem Niedzielko, jako grupa Usługi Fotograficzne (znane również jako Photo Service Group, UFOT). Od 2001 współtworzy Grupę Azorro.
Jego autorskie prace znajdują się na granicy pomiędzy fikcją filmową a dokumentem. Akcja zazwyczaj rozgrywa się w pracowni artysty, na tle białej ściany. Krenz przeprowadza przed kamerą proste, acz często czasochłonne eksperymenty, np. przy pomocy prymitywnej katapulty stara się wrzucić kamyk do metalowej puszki, aż do skutku. Wszystkie jego czynności są formą zabawy, jednocześnie będąc inteligentną grą z racjonalizmem poznawczym. Stosując proste triki filmowe i angażując poczucie humoru widza, wzbudza w nim wątpliwości na temat najprostszych praw fizyki. Podważa, a nawet wyśmiewa, kanony sztuki video, ukazując, jak bardzo filmowe konwencje i iluzja mogą manipulować naszymi przekonaniami, wyobrażeniami i emocjami.
Żyje i pracuje w Warszawie.

## Wybrane wystawy zbiorowe
- 2004: Interkosmos, Galeria Raster, Warszawa
- 2006: Polyphony of Images. A Night of Cutting-Edge Contemporary Art from Poland: Video, Performance, and Other Media, New York, US.